# Krokfläckig skogsblomfluga
Krokfläckig skogsblomfluga (Dasysyrphus friuliensis) är en tvåvingeart som först beskrevs av Van der Goot 1960.  Krokfläckig skogsblomfluga ingår i släktet skogsblomflugor, och familjen blomflugor. Arten är reproducerande i Sverige.